# Nicola Pistillo
Nicola Pistillo (San Giuliano del Sannio, 22 gennaio 1916 – Pisa, 23 dicembre 1983) è stato un militare e poeta italiano, decorato di Medaglia d'oro al valor militare a vivente nel corso della seconda guerra mondiale.

## Biografia
Nacque a San Giuliano del Sannio il 22 gennaio 1916. Mentre studiava ragioneria a Campobasso, nel 1936 interruppe gli studi al terzo anno e si arruolò nel Regio Esercito, assegnato ad un battaglione del genio della Sardegna. Promosso caporale venne trasferito alla compagnia del genio della Divisione Littorio, combattendo dall'aprile 1937 nel corso della guerra di Spagna. Rientrato in Patria nel giugno 1939 con la promozione a sergente, fu trasferito in servizio al XXV Battaglione del 1º Reggimento carristi. Nel gennaio 1940 passò in forza al 66º Reggimento fanteria "Trieste", dove fu promosso sergente maggiore. Chiesto, ed ottenuto, il trasferimento alla specialità paracadutisti, nel luglio 1941 venne inviato a frequentare la Scuola paracadutismo di Tarquinia dove ottenne il brevetto, e un mese dopo venne assegnato al 1º Reggimento paracadutisti della 185ª Divisione paracadutisti "Folgore", divenuto poi 186º Reggimento. Alla fine del mese di luglio 1942 fu trasferito in volo in Africa Settentrionale Italiana, entrando in linea col suo reggimento sul fronte di El Alamein, posizionato alla estrema destra dello schieramento delle truppe italo-tedesche, nei pressi di Qattara. Rimase seriamente ferito il 23 ottobre di quell'anno, nel corso della seconda battaglia di El Alamein, rientrando in Italia nei primi giorni del mese di novembre a mezzo nave ospedale. Per il coraggio dimostrato in questo frangente fu decorato con la Medaglia d'oro al valor militare a vivente.
Dopo un anno di convalescenza trascorso in ospedale, riprese volontariamente servizio nel Reggimento paracadutisti "Nembo", con il quale prese parte anche alla guerra di liberazione italiana. Dopo la fine del conflitto fu ammesso in servizio permanente effettivo, dal giugno al luglio 1948 frequentò a Cesano il corso per caposquadra di mitragliatrici Breda Mod. 37, e nel dicembre successivo ritornò in servizio nel 183º Reggimento paracadutisti "Nembo". Collocato in congedo nel 1949, venne trattenuto in servizio a domanda e dall'ottobre 1952 partecipò al corso per aerorifornimenti presso il Centro militare di paracadutismo di Viterbo. Fu promosso maresciallo ordinario nel 1953, divenne maresciallo capo nel 1957 prestando servizio presso il Centro di addestramento paracadutisti di Pisa. Posto in congedo prese residenza nella città, e iscrittosi al gruppo artistico e letterario di Pisa, nel 1968 fu tra i membri organizzatori del primo Symposium Bonaventura Tecchi, svoltosi in quella città. Insignito della Croce di Cavaliere dell'Ordine al merito della Repubblica Italiana, si spense a Pisa il 23 dicembre 1983. La sezione di Vercelli dell'Associazione Nazionale Paracadutisti d'Italia porta il suo nome.

## Pubblicazioni
- Dio e la Patria, 1946
- Liriche a Pistoia, 1946
- Ottobre 1946
- Bozzetti eroici
- Belluno 10 giugno 1949
- Gloria agli eroi, Giardini, Pisa, 1970.

### Fonti
1. 1 2 3 4 5  Gruppo Medaglie d'Oro al Valor Militare 1952, p. 106.
2. 1 2 3 4 5  Combattenti Liberazione.
3. 1 2 3 4  Albo d'oro d'Italia.
4. ↑  Sito web del Quirinale: dettaglio decorato.